# Washim
Washim là một thành phố và là nơi đặt hội đồng đô thị (municipal council) của quận Washim thuộc bang Maharashtra, Ấn Độ.

## Địa lý
Washim có vị trí 20°06′B 77°09′Đ / 20,1°B 77,15°Đ Nó có độ cao trung bình là 546 mét (1791 feet).

## Nhân khẩu
Theo điều tra dân số năm 2001 của Ấn Độ, Washim có dân số 62.863 người. Phái nam chiếm 52% tổng số dân và phái nữ chiếm 48%. Washim có tỷ lệ 70% biết đọc biết viết, cao hơn tỷ lệ trung bình toàn quốc là 59,5%: tỷ lệ cho phái nam là 76%, và tỷ lệ cho phái nữ là 62%. Tại Washim, 15% dân số nhỏ hơn 6 tuổi.